# Гавана (Північна Дакота)
Гавана (англ. Havana) — місто (англ. city) в США, в окрузі Сарджент штату Північна Дакота. Населення — 67 осіб (2020).

## Географія
Гавана розташована за координатами 45°57′15″ пн. ш. 97°37′7″ зх. д. / 45.95417° пн. ш. 97.61861° зх. д. (45.954210, -97.618492).  За даними Бюро перепису населення США в 2010 році місто мало площу 0,97 км², з яких 0,97 км² — суходіл та 0,00 км² — водойми.

## Демографія
Згідно з переписом 2010 року, у місті мешкала 71 особа в 35 домогосподарствах у складі 22 родин. Густота населення становила 73 особи/км².  Було 47 помешкань (48/км²).
Расовий склад населення:
| - 97,2 % — білих |

До двох чи більше рас належало 2,8 %. Частка іспаномовних становила 1,4 % від усіх жителів.
За віковим діапазоном населення розподілялося таким чином: 16,9 % — особи молодші 18 років, 52,1 % — особи у віці 18—64 років, 31,0 % — особи у віці 65 років та старші. Медіана віку мешканця становила 50,5 року. На 100 осіб жіночої статі у місті припадало 115,2 чоловіків;  на 100 жінок у віці від 18 років та старших — 110,7 чоловіків також старших 18 років.
Середній дохід на одне домашнє господарство  становив 49 674 долари США (медіана — 45 625), а середній дохід на одну сім'ю — 57 572 долари (медіана — 61 563). За межею бідності перебувало 2,9 % осіб, у тому числі 0,0 % дітей у віці до 18 років та 5,4 % осіб у віці 65 років та старших.
Цивільне працевлаштоване населення становило 20 осіб. Основні галузі зайнятості: виробництво — 30,0 %, фінанси, страхування та нерухомість — 25,0 %, публічна адміністрація — 10,0 %, будівництво — 10,0 %.